# Sjarhej Alejnikaŭ
Sjarhej Jaŭhen'evič Alejnikaŭ (in bielorusso Сярге́й Яўге́ньевіч Але́йнікаў?, łacinka, Siarhiej Jaŭhieńievič Alejnikaŭ in russo Серге́й Евге́ньевич Але́йников?, traslitterato dal russo in: Sergej Evgen'evič Alejnikov; Minsk, 7 novembre 1961) è un ex calciatore e allenatore di calcio sovietico, dal 1991 bielorusso, di ruolo centrocampista.
Ha giocato in Italia con Juventus e Lecce, prima di chiudere la carriera nelle serie minori. In precedenza, dal 1981 al 1989, ha vestito la maglia della Dinamo Minsk. Ha giocato anche in Giappone, con il Gamba Osaka.

## Biografia
Segue il calcio sin da giovane. Entra a far parte di una scuola di calcio a 5 nei pressi del Gorkij Park. A 17 anni lavora come operaio ma a 20 anni è titolare nella Dinamo Minsk. Si diploma in educazione fisica. È sposato con Natasha, ingegnere edile, ed è un cristiano ortodosso non praticante. Ha fatto anche il servizio militare, raggiungendo il grado di tenente. Nonostante nel periodo alla Juventus giochi assieme all'altro sovietico Oleksandr Zavarov, non riesce a restare in amicizia con il giocatore di origini ucraine. Sempre nel periodo in cui militava a Torino viveva in una villetta in collina, adattandosi presto all'Italia e imparando velocemente l'italiano. Trasferitosi a Lecce, dove vive per tre anni tra il 1990 e il 1993, acquista una villetta e ritorna a viverci al suo ritorno in Italia: ci vive tutt'oggi.
A differenza di quanto gli è capitato in Italia, quando giocava per la Dinamo Minsk faceva due allenamenti al giorno e alla fine dell'allenamento andava a mettersi in coda ai negozi perché i dirigenti sovietici non volevano che i calciatori tornassero a casa presto.
Ha due figli, Artėm, nato nel 1987 e Artur, nato il 30 marzo 1991.

## Caratteristiche tecniche

### Giocatore

Alejnikov (a sinistra) in azione in maglia juventina, in contrasto sul fiorentino Dunga nella finale della Coppa UEFA 1989-1990

Centrocampista arretrato, centrocampista offensivo o regista talentuoso, spesso con compiti di marcatura ma che sapeva anche attaccare, era un calciatore tattico, un geometra, un giocatore che dava ordine al gioco, di quantità, completo, duttile e polivalente, dal buon tiro dalla distanza ma molto lento. Zoff, tecnico della Juventus, lo definisce un «giocatore di classe», e al suo arrivo in Italia è considerato un «grande campione».
Cresce calcisticamente con il tecnico Ėduard Malafeeŭ, che lo allena sia a Minsk sia con la nazionale, adattandolo a regista difensivo, stopper, terzino, libero e difensore centrale. Zoff nella sua Juventus lo schiera usualmente come uno dei due mediani nel suo centrocampo a 4..
Nella finale del campionato d'Europa 1988 in Germania Ovest, Alejnikov, schierato come difensore centrale, ha il compito di marcare Marco van Basten: ci riesce fino a quando l'olandese non s'inventa la magia realizzando il suo miglior gol in carriera con una conclusione al volo a pochi passi dalla linea di fondo campo.
Era un calciatore dal carattere tranquillo.

## Carriera

### Giocatore

#### Club

##### Dinamo Minsk
Ha giocato nella Dinamo Minsk dal 1981 e ha vinto il campionato dell'URSS la stagione seguente. Dopo nove stagioni a Minsk, il Genoa si accorda per acquistare il calciatore, sborsando 2,2 miliardi di lire e facendogli firmare un triennale: in realtà la società ligure aveva sbagliato, trattando con il SovinterSport mentre invece doveva iniziare la trattativa per Alejnikov direttamente con la Dinamo Minsk, secondo ciò che affermava il generale Syssoev, presidente di tutte le società "Dinamo" sovietiche. Nei giorni a seguire i contatti con i dirigenti della Dinamo Minsk si fanno sempre più flebili e nonostante si creda che l'affare con il Grifone sia già concluso, il 28 luglio 1989 Alejnikov arriva in Italia assieme a un dirigente della Dinamo, atterrando a Milano, dove anche il presidente del Genoa Aldo Spinelli lo stava aspettando; ad aspettarli invece c'è il presidente della Simod, società di calzature sportive che gestisce i cartellini dei calciatori della Dinamo Minsk, e i tre si dirigono con un aereo privato a Venezia. I dirigenti del Grifone, arrivati a Milano, scoprono che Alejnikov è diretto a Venezia ma ormai Spinelli non ne vuole sapere di raggiungerli.
Dopo aver raggiunto Legnaro, nel padovano, sede della Dimod, società nata da un accordo tra la Simod e la Dinamo Mosca, si comincia a risolvere l'"intrigo Alejnikov": secondo il vicepresidente della Dimod e presidente della Simod, Paolo Sinigaglia, l'accordo di Spinelli con il SovinterSport - che gestiva tutte le azioni della Dinamo Mosca - è saltato perché da aprile il club sovietico è autonomo e lo stesso Spinelli era stato avvisato nelle settimane precedenti di ciò. Inoltre il prezzo del calciatore è salito e dall'offerta di Spinelli ($ 1,5 milioni, ingaggio compreso per tre anni), la società adesso chiede $ 3 milioni (circa 4,5 miliardi di lire). Alejnikov rimane in Italia fino al 30 luglio, ripartendo il giorno seguente per Minsk, dove gioca una sfida contro la Torpedo.
L'indomani, 2 agosto 1989, la Dinamo Minsk si accorda con la Juventus per l'acquisto di Alejnikov, ufficializzato da Mosca il giorno dopo, per 4,2 miliardi di lire; l'accordo prevedeva anche che il calciatore potesse avere due auto della FIAT. Al suo arrivo la stampa lo ribattezza "il ragazzo di Gorki Park". A fine carriera il bielorusso rivela che essendo la Dinamo Minsk sotto il controllo del ministero dell'interno sovietico (come tutte le squadre denominate Dinamo), erano loro a decidere e Alejnikov stesso era un dipendente del ministero dell'interno: gli dissero di firmare il contratto con la Juventus e il giocatore firmò. Firma un triennale, con una clausola che prevedeva che se Alejnikov fosse stato ceduto dopo la prima stagione il club torinese avrebbe dovuto pagare un indennizzo. Alejnikov è uno dei primi calciatori sovietici a lasciare l'URSS per giocare all'estero e arrivando nel club bianconero rafforza il centrocampo.

##### Juventus

Alejnikov con gli altri due stranieri della Juventus per la stagione 1989-1990, il compagno di nazionale Zavarov (a sinistra) e il portoghese Rui Barros (al centro)

Dopo un buon precampionato, durante il quale comincia a intendersi con l'altro sovietico (di origine ucraina) Oleksandr Zavarov, inizia il campionato sottotono e alla prima giornata pareggia 1-1 in casa contro il Bologna, dimostrando subito di essere un calciatore lento, «legnoso e privo di idee» e facendo una prestazione insufficiente nella partita successiva, vinta contro il Taranto (2-1). In seguito alla vittoriosa trasferta in Polonia contro il Górnik Zabrze (0-1), sfida valida per la Coppa UEFA, i tifosi cominciano a fischiare Alejnikov. Dopo alcune giornate di campionato, i tifosi lo soprannominano Alentikov a causa della sua sorprendente lentezza. Dopo due mesi, è ancora in ritardo di condizione, dimostrando una scarsa forma fisica: le sue uniche prestazioni decenti nella prima parte di stagione arrivano nel successo ottenuto a Parigi contro il PSG (0-1), e nel ritorno giocato a Torino e vinto 2-1, in Coppa UEFA.
Nel gennaio 1990 subisce un lieve infortunio, riprendendosi in pochi giorni. Il 22 ottobre 1989 firma il 3-2 che consente alla Juventus di battere in trasferta il Genoa, che lo stava per acquistare tre mesi prima. Contro l'Amburgo, sfida di andata dei quarti di finale di Coppa UEFA, Alejnikov è schierato da libero. Nel corso della stagione riesce a ottenere i favori di Zoff, che a fine stagione sa già di lasciare l'incarico, schierando il sovietico sempre titolare. Dopo essersi ambientato, riesce a esprimere al meglio il suo calcio, collezionando buone prestazioni contro Napoli (1-1), Karl-Marx-Stadt (0-1, Coppa UEFA), Fiorentina (2-2), Colonia (0-0, Coppa UEFA) e Milan (0-1). Verso la fine della stagione, dato che l'URSS si stava preparando per affrontare il campionato del mondo di Italia '90, gli è ordinato di risparmiarsi con il club, evitando troppi sforzi.

Alejnikov (a sinistra) e Tacconi con la Coppa UEFA vinta in maglia juventina nella stagione 1989-1990

Dopo la prima finale di Coppa UEFA contro la Fiorentina (vinta 3-1), ammette che è stata la partita più violenta che il bielorusso abbia mai giocato: in questa sfida Alejnikov aveva il compito di marcare il centrocampista cecoslovacco Luboš Kubík. Durante la sfida di ritorno, è costretto, suo malgrado, a giocare da libero, essendo la quarta opzione nel ruolo dietro a Dario Bonetti (squalificato), Fortunato (indisponibile per infortunio) e Tricella (non recuperato completamente): giocando come libero, il ruolo di marcatore di Kubík è assegnato ad Angelo Alessio, riesce a disputare una buona partita, salvando anche un gol al 69'; il pareggio per 0-0 consente alla Juventus di vincere anche la Coppa UEFA.
A fine stagione vince la Coppa UEFA e la Coppa Italia nel 1990 giocando 50 incontri e segnando 3 gol, non riuscendo a integrarsi nella rosa nonostante non abbia problemi di ambientamento e deludendo le aspettative.
Con l'arrivo in panchina di Gigi Maifredi, inizialmente la Juventus vorrebbe ricorrere alla clausola che gli consentirebbe di rimandare il bielorusso alla Dinamo Minsk, ma nel luglio seguente il Lecce inizia una trattativa che si conclude nella prima settimana di agosto e che porta alla firma di Alejnikov, che si aggrega subito al ritiro del Lecce guidato dal tecnico Zbigniew Boniek. Passa al Lecce non sapendo nulla della trattativa, perché secondo lo stesso bielorusso, tutti i cartellini dei giocatori della Dinamo Minsk era gestiti da una società di Padova (la Simod, società che l'aveva anche portato in Italia nel luglio 1989, poco prima di firmare per la Juventus) che mandava i giocatori dove voleva e Alejnikov, così come altri calciatori sovietici, non avendo mai avuto un contratto professionistico (non esisteva in Unione Sovietica), non sapeva come comportarsi. In seguito, nel 1993, Maifredi si pentirà di aver ceduto Alejnikov, «impoverendo il centrocampo [della Juventus]».

##### Lecce

Da destra: Alejnikov, Pasculli e Mazinho durante un allenamento del Lecce nella stagione 1990-1991

Il bielorusso è ingaggiato dal Lecce per la sua polivalenza tattica, potendo giocare sia da libero sia da difensore centrale, ruolo nel quale non si trova adeguatamente durante le prime partite della formazione salentina. Nell'aprile 1991 è protagonista di un episodio curioso: quando il tecnico Boniek gli ordina di andare a messa, il bielorusso e Pietro Paolo Virdis si rifiutano e per risposta il polacco offende entrambi pesantemente. Durante il suo periodo di militanza in Puglia, la federcalcio sovietica decide di denunciare il Lecce all'UEFA per aver concesso in ritardo Alejnikov che doveva giocare un incontro con la nazionale (contro l'Ungheria). Nonostante risulti anche decisivo in qualche partita, Alejnikov, come ammesso dallo stesso bielorusso dopo il ritiro, perde stimoli a Lecce.
Dopo essere retrocesso in Serie B nella prima stagione, il Lecce è contestato anche durante l'annata successiva, tant'è che nel febbraio 1992 le auto dell'allenatore e dei calciatori leccesi sono prese a sassate: a quella di Alejnikov vengono arrecati i maggiori danni dall'assalto. Nel giugno 1992, non riuscendo a conquistare la promozione in A nella seconda stagione, il contratto con il Lecce scade e il bielorusso si ritrova svincolato.

##### Giappone, Svezia e ritorno in Italia
Dopo aver trascorso un anno senza squadra restando a vivere a Lecce, nel luglio 1993 firma un biennale con i giapponesi del Gamba Osaka. Dopo un'esperienza nel campionato svedese con l'IK Oddevold nel 1996, nel luglio 1997 si accorda con il Corigliano-Schiavonea chiudendo la sua carriera calcistica in Calabria, in Serie D.
Il 17 settembre 1998 si è organizzato un incontro a Minsk per il suo addio al calcio giocato.

#### Nazionale

Alejnikov (a destra) affronta Maradona nella gara tra e al

Ha giocato per l'Unione Sovietica, collezionando 73 presenze e 6 gol tra il 1984 e il 1991; con essa ha prenso parte alla finale del campionato d'Europa 1988, persa contro i Paesi Bassi per 2-0. Ai tempi della Dinamo Minsk è riuscito a integrarsi molto bene nella nazionale sovietica, all'epoca formata per lo più da calciatori della Dinamo Kiev e guidata da Valerij Lobanovs'kyj, il quale, riuscendo a usarlo in ogni zona del campo, lo convocava frequentemente.
Durante il periodo in nazionale, consegue spesso prestazioni sufficienti. Il 18 giugno 1988 realizza il primo gol nella sfida contro l'Inghilterra (3-1), andando a segno con un'azione personale al 3': fino al 19 giugno 2004, questo è uno dei gol più veloci nelle qualificazioni europee - assieme a quelli di Hristo Stoičkov in Bulgaria-Romania 1-0 del 1996, Alan Shearer in Inghilterra-Germania 1-1 del 1996 e Paul Scholes in Portogallo-Inghilterra 3-2 del 2000 -, quando il primato è superato da Dmitrij Kiričenko, che in Russia-Grecia (2-1) sigla il primo gol dopo 2'.
In seguito, dopo la dissoluzione dell'Unione Sovietica ha messo a referto 4 presenze nella Comunità degli Stati Indipendenti nel corso del 1992; infine ha guadagnato 4 presenze nella neonata nazionale della Bielorussia dopo l'indipendenza di questo paese dall'URSS.
Nel novembre 2003 è stato insignito del titolo "Golden Player bielorusso" dalla Federazione calcistica bielorussa come miglior giocatore nazionale nei precedenti 50 anni.

### Allenatore
Inizia la carriera d'allenatore ad Anagni, dimettendosi nel novembre 1998 dopo 11 giornate di campionato e 12 punti conquistati (ultimo posto in classifica), prima di allenare il Pontedera dal giugno 2000 (in Serie C2). In seguito guida anche l'FK Mosca e il Copertino. Durante la sua esperienza ad Anagni cerca di allacciare una collaborazione con la Lazio di Sergio Cragnotti, senza successo. Nel 1999 ottiene il patentino di seconda categoria a Coverciano, avendo la possibilità di allenare tra i professionisti. Dal 2005 al 2007 è stato allenatore nel settore giovanile della Juventus. Nella stagione 2007-2008 allena il NK Kras di Monrupino, ritornandoci nel 2011, dove approda anche il figlio ventenne Artur. Alejnikov è arrivato al Kras dopo aver conosciuto il presidente della società durante un corso a Coverciano. Alla guida della squadra il 13 maggio 2012, vincendo il campionato di Eccellenza, ha conquistato la promozione in serie D. Il 29 ottobre 2012 si dimette dall'incarico.
Nell'ottobre del 1999 l'amico e suo ex allenatore Zoff, all'epoca CT dell'Italia, lo convoca nella sede della FIGC per chiedergli consigli riguardo a una partita contro la Bielorussia.

## Statistiche

### Cronologia presenze e reti in nazionale

#### Unione Sovietica
| Cronologia completa delle presenze e delle reti in nazionale ― Unione Sovietica | Cronologia completa delle presenze e delle reti in nazionale ― Unione Sovietica | Cronologia completa delle presenze e delle reti in nazionale ― Unione Sovietica | Cronologia completa delle presenze e delle reti in nazionale ― Unione Sovietica | Cronologia completa delle presenze e delle reti in nazionale ― Unione Sovietica | Cronologia completa delle presenze e delle reti in nazionale ― Unione Sovietica | Cronologia completa delle presenze e delle reti in nazionale ― Unione Sovietica | Cronologia completa delle presenze e delle reti in nazionale ― Unione Sovietica |
| Data                                                                            | Città                                                                           | In casa                                                                         | Risultato                                                                       | Ospiti                                                                          | Competizione                                                                    | Reti                                                                            | Note                                                                            |
| ------------------------------------------------------------------------------- | ------------------------------------------------------------------------------- | ------------------------------------------------------------------------------- | ------------------------------------------------------------------------------- | ------------------------------------------------------------------------------- | ------------------------------------------------------------------------------- | ------------------------------------------------------------------------------- | ------------------------------------------------------------------------------- |
| 28-3-1984                                                                       | Hannover                                                                        | Germania Ovest                                                                  | 2 – 1                                                                           | Unione Sovietica                                                                | Amichevole                                                                      | -                                                                               |                                                                                 |
| 15-5-1984                                                                       | Kouvola                                                                         | Finlandia                                                                       | 1 – 3                                                                           | Unione Sovietica                                                                | Amichevole                                                                      | -                                                                               | 71’                                                                             |
| 2-6-1984                                                                        | Londra                                                                          | Inghilterra                                                                     | 0 – 2                                                                           | Unione Sovietica                                                                | Amichevole                                                                      | -                                                                               | 80’                                                                             |
| 19-8-1984                                                                       | San Pietroburgo                                                                 | Unione Sovietica                                                                | 3 – 0                                                                           | Messico                                                                         | Amichevole                                                                      | -                                                                               |                                                                                 |
| 12-9-1984                                                                       | Dublino                                                                         | Irlanda                                                                         | 1 – 0                                                                           | Unione Sovietica                                                                | Qual. Mondiali 1986                                                             | -                                                                               |                                                                                 |
| 10-10-1984                                                                      | Oslo                                                                            | Norvegia                                                                        | 1 – 1                                                                           | Unione Sovietica                                                                | Qual. Mondiali 1986                                                             | -                                                                               |                                                                                 |
| 21-1-1985                                                                       | Kochi                                                                           | Cina                                                                            | 2 – 3                                                                           | Unione Sovietica                                                                | Amichevole                                                                      | -                                                                               |                                                                                 |
| 25-1-1985                                                                       | Kochi                                                                           | Jugoslavia                                                                      | 2 – 1                                                                           | Unione Sovietica                                                                | Amichevole                                                                      | -                                                                               | 46’                                                                             |
| 28-1-1985                                                                       | Kochi                                                                           | Iran                                                                            | 0 – 2                                                                           | Unione Sovietica                                                                | Amichevole                                                                      | -                                                                               |                                                                                 |
| 2-2-1985                                                                        | Kochi                                                                           | Marocco                                                                         | 0 – 1                                                                           | Unione Sovietica                                                                | Amichevole                                                                      | -                                                                               |                                                                                 |
| 4-2-1985                                                                        | Kochi                                                                           | Unione Sovietica                                                                | 2 – 1                                                                           | Jugoslavia                                                                      | Amichevole                                                                      | 1                                                                               |                                                                                 |
| 27-3-1985                                                                       | Tbilisi                                                                         | Unione Sovietica                                                                | 2 – 0                                                                           | Austria                                                                         | Amichevole                                                                      | -                                                                               |                                                                                 |
| 17-4-1985                                                                       | Berna                                                                           | Svizzera                                                                        | 2 – 2                                                                           | Unione Sovietica                                                                | Qual. Mondiali 1986                                                             | -                                                                               |                                                                                 |
| 2-5-1985                                                                        | Mosca                                                                           | Unione Sovietica                                                                | 4 – 0                                                                           | Svizzera                                                                        | Qual. Mondiali 1986                                                             | -                                                                               |                                                                                 |
| 5-6-1985                                                                        | Copenaghen                                                                      | Danimarca                                                                       | 4 – 2                                                                           | Unione Sovietica                                                                | Qual. Mondiali 1986                                                             | -                                                                               |                                                                                 |
| 7-8-1985                                                                        | Mosca                                                                           | Unione Sovietica                                                                | 2 – 0                                                                           | Romania                                                                         | Amichevole                                                                      | -                                                                               |                                                                                 |
| 28-8-1985                                                                       | Mosca                                                                           | Unione Sovietica                                                                | 1 – 0                                                                           | Germania Ovest                                                                  | Amichevole                                                                      | -                                                                               |                                                                                 |
| 25-9-1985                                                                       | Mosca                                                                           | Unione Sovietica                                                                | 1 – 0                                                                           | Danimarca                                                                       | Qual. Mondiali 1986                                                             | -                                                                               |                                                                                 |
| 16-10-1985                                                                      | Mosca                                                                           | Unione Sovietica                                                                | 2 – 0                                                                           | Irlanda                                                                         | Qual. Mondiali 1986                                                             | -                                                                               | Ammonizione                                                                     |
| 30-10-1985                                                                      | Mosca                                                                           | Unione Sovietica                                                                | 1 – 0                                                                           | Norvegia                                                                        | Qual. Mondiali 1986                                                             | -                                                                               | 46’                                                                             |
| 19-2-1986                                                                       | Città del Messico                                                               | Messico                                                                         | 1 – 0                                                                           | Unione Sovietica                                                                | Amichevole                                                                      | -                                                                               | 55’                                                                             |
| 26-3-1986                                                                       | Tbilisi                                                                         | Unione Sovietica                                                                | 0 – 1                                                                           | Inghilterra                                                                     | Amichevole                                                                      | -                                                                               |                                                                                 |
| 23-4-1986                                                                       | Timișoara                                                                       | Romania                                                                         | 2 – 1                                                                           | Unione Sovietica                                                                | Amichevole                                                                      | -                                                                               | 58’                                                                             |
| 2-6-1986                                                                        | Irapuato                                                                        | Unione Sovietica                                                                | 6 – 0                                                                           | Ungheria                                                                        | Mondiali 1986 - 1º turno                                                        | 1                                                                               |                                                                                 |
| 5-6-1986                                                                        | León                                                                            | Francia                                                                         | 1 – 1                                                                           | Unione Sovietica                                                                | Mondiali 1986 - 1º turno                                                        | -                                                                               |                                                                                 |
| 9-6-1986                                                                        | Irapuato                                                                        | Canada                                                                          | 0 – 2                                                                           | Unione Sovietica                                                                | Mondiali 1986 - 1º turno                                                        | -                                                                               |                                                                                 |
| 15-6-1986                                                                       | León                                                                            | Unione Sovietica                                                                | 3 – 4 dts                                                                       | Belgio                                                                          | Mondiali 1986 - Ottavi di finale                                                | -                                                                               |                                                                                 |
| 20-8-1986                                                                       | Göteborg                                                                        | Svezia                                                                          | 0 – 0                                                                           | Unione Sovietica                                                                | Amichevole                                                                      | -                                                                               | 46’                                                                             |
| 24-9-1986                                                                       | Reykjavík                                                                       | Islanda                                                                         | 1 – 1                                                                           | Unione Sovietica                                                                | Qual. Euro 1988                                                                 | -                                                                               |                                                                                 |
| 11-10-1986                                                                      | Parigi                                                                          | Francia                                                                         | 0 – 2                                                                           | Unione Sovietica                                                                | Qual. Euro 1988                                                                 | -                                                                               |                                                                                 |
| 18-4-1987                                                                       | Tbilisi                                                                         | Unione Sovietica                                                                | 1 – 3                                                                           | Svezia                                                                          | Amichevole                                                                      | -                                                                               |                                                                                 |
| 29-4-1987                                                                       | Kiev                                                                            | Unione Sovietica                                                                | 2 – 0                                                                           | Germania Est                                                                    | Qual. Euro 1988                                                                 | -                                                                               | 86’                                                                             |
| 3-6-1987                                                                        | Oslo                                                                            | Norvegia                                                                        | 0 – 1                                                                           | Unione Sovietica                                                                | Qual. Euro 1988                                                                 | -                                                                               |                                                                                 |
| 29-8-1987                                                                       | Belgrado                                                                        | Jugoslavia                                                                      | 0 – 1                                                                           | Unione Sovietica                                                                | Amichevole                                                                      | -                                                                               | 82’                                                                             |
| 9-9-1987                                                                        | Mosca                                                                           | Unione Sovietica                                                                | 1 – 1                                                                           | Francia                                                                         | Qual. Euro 1988                                                                 | -                                                                               |                                                                                 |
| 23-9-1987                                                                       | Mosca                                                                           | Unione Sovietica                                                                | 3 – 0                                                                           | Grecia                                                                          | Amichevole                                                                      | -                                                                               |                                                                                 |
| 10-10-1987                                                                      | Berlino Est                                                                     | Germania Est                                                                    | 1 – 1                                                                           | Unione Sovietica                                                                | Qual. Euro 1988                                                                 | 1                                                                               | 7’                                                                              |
| 28-10-1987                                                                      | Sinferopoli                                                                     | Unione Sovietica                                                                | 2 – 0                                                                           | Islanda                                                                         | Amichevole                                                                      | -                                                                               |                                                                                 |
| 20-2-1988                                                                       | Bari                                                                            | Italia                                                                          | 4 – 1                                                                           | Unione Sovietica                                                                | Amichevole                                                                      | -                                                                               |                                                                                 |
| 2-4-1988                                                                        | Berlino Ovest                                                                   | Svezia                                                                          | 2 – 0                                                                           | Unione Sovietica                                                                | Amichevole                                                                      | -                                                                               | 68’                                                                             |
| 1-6-1988                                                                        | Mosca                                                                           | Unione Sovietica                                                                | 2 – 1                                                                           | Polonia                                                                         | Amichevole                                                                      | -                                                                               | 76’                                                                             |
| 12-6-1988                                                                       | Colonia                                                                         | Unione Sovietica                                                                | 1 – 0                                                                           | Paesi Bassi                                                                     | Euro 1988 - 1º turno                                                            | -                                                                               | 79’                                                                             |
| 15-6-1988                                                                       | Hannover                                                                        | Irlanda                                                                         | 1 – 1                                                                           | Unione Sovietica                                                                | Euro 1988 - 1º turno                                                            | -                                                                               |                                                                                 |
| 18-6-1988                                                                       | Francoforte sul Meno                                                            | Inghilterra                                                                     | 1 – 3                                                                           | Unione Sovietica                                                                | Euro 1988 - 1º turno                                                            | 1                                                                               |                                                                                 |
| 22-6-1988                                                                       | Stoccarda                                                                       | Unione Sovietica                                                                | 2 – 0                                                                           | Italia                                                                          | Euro 1988 - Semifinale                                                          | -                                                                               |                                                                                 |
| 25-6-1988                                                                       | Monaco di Baviera                                                               | Paesi Bassi                                                                     | 2 – 0                                                                           | Unione Sovietica                                                                | Euro 1988 - Finale                                                              | -                                                                               |                                                                                 |
| 17-8-1988                                                                       | Turku                                                                           | Finlandia                                                                       | 0 – 0                                                                           | Unione Sovietica                                                                | Amichevole                                                                      | -                                                                               |                                                                                 |
| 31-8-1988                                                                       | Reykjavík                                                                       | Islanda                                                                         | 1 – 1                                                                           | Unione Sovietica                                                                | Qual. Mondiali 1990                                                             | -                                                                               |                                                                                 |
| 21-9-1988                                                                       | Düsseldorf                                                                      | Germania Ovest                                                                  | 1 – 0                                                                           | Unione Sovietica                                                                | Amichevole                                                                      | -                                                                               |                                                                                 |
| 19-10-1988                                                                      | Kiev                                                                            | Unione Sovietica                                                                | 2 – 0                                                                           | Austria                                                                         | Qual. Mondiali 1990                                                             | -                                                                               |                                                                                 |
| 21-11-1988                                                                      | Damasco                                                                         | Siria                                                                           | 0 – 2                                                                           | Unione Sovietica                                                                | Amichevole                                                                      | -                                                                               |                                                                                 |
| 23-11-1988                                                                      | Al Kuwait                                                                       | Kuwait                                                                          | 0 – 1                                                                           | Unione Sovietica                                                                | Amichevole                                                                      | -                                                                               | 30’                                                                             |
| 27-11-1988                                                                      | Al Kuwait                                                                       | Kuwait                                                                          | 0 – 2                                                                           | Unione Sovietica                                                                | Amichevole                                                                      | 1                                                                               | 70’                                                                             |
| 21-2-1989                                                                       | Sofia                                                                           | Bulgaria                                                                        | 1 – 2                                                                           | Unione Sovietica                                                                | Amichevole                                                                      | -                                                                               | Ammonizione                                                                     |
| 22-3-1989                                                                       | Eindhoven                                                                       | Paesi Bassi                                                                     | 2 – 0                                                                           | Unione Sovietica                                                                | Qual. Mondiali 1990                                                             | -                                                                               |                                                                                 |
| 26-4-1989                                                                       | Kiev                                                                            | Unione Sovietica                                                                | 3 – 0                                                                           | Germania Est                                                                    | Qual. Mondiali 1990                                                             | -                                                                               | 81’                                                                             |
| 10-5-1989                                                                       | Istanbul                                                                        | Turchia                                                                         | 0 – 1                                                                           | Unione Sovietica                                                                | Qual. Mondiali 1990                                                             | -                                                                               | 89’                                                                             |
| 31-5-1989                                                                       | Mosca                                                                           | Unione Sovietica                                                                | 1 – 1                                                                           | Islanda                                                                         | Qual. Mondiali 1990                                                             | -                                                                               |                                                                                 |
| 6-9-1989                                                                        | Vienna                                                                          | Austria                                                                         | 0 – 0                                                                           | Unione Sovietica                                                                | Qual. Mondiali 1990                                                             | -                                                                               | 74’                                                                             |
| 8-10-1989                                                                       | Karl-Marx-Stadt                                                                 | Germania Est                                                                    | 2 – 1                                                                           | Unione Sovietica                                                                | Qual. Mondiali 1990                                                             | -                                                                               |                                                                                 |
| 28-3-1990                                                                       | Kiev                                                                            | Unione Sovietica                                                                | 2 – 1                                                                           | Paesi Bassi                                                                     | Amichevole                                                                      | -                                                                               | 46’                                                                             |
| 9-6-1990                                                                        | Bari                                                                            | Romania                                                                         | 2 – 0                                                                           | Unione Sovietica                                                                | Mondiali 1990 - 1º turno                                                        | -                                                                               |                                                                                 |
| 13-6-1990                                                                       | Napoli                                                                          | Argentina                                                                       | 2 – 0                                                                           | Unione Sovietica                                                                | Mondiali 1990 - 1º turno                                                        | -                                                                               |                                                                                 |
| 18-6-1990                                                                       | Bari                                                                            | Camerun                                                                         | 0 – 4                                                                           | Unione Sovietica                                                                | Mondiali 1990 - 1º turno                                                        | -                                                                               |                                                                                 |
| 3-11-1990                                                                       | Roma                                                                            | Italia                                                                          | 0 – 0                                                                           | Unione Sovietica                                                                | Qual. Euro 1992                                                                 | -                                                                               |                                                                                 |
| 6-2-1991                                                                        | Glasgow                                                                         | Scozia                                                                          | 0 – 1                                                                           | Unione Sovietica                                                                | Amichevole                                                                      | -                                                                               |                                                                                 |
| 17-4-1991                                                                       | Budapest                                                                        | Ungheria                                                                        | 0 – 1                                                                           | Unione Sovietica                                                                | Qual. Euro 1992                                                                 | -                                                                               | 22’                                                                             |
| 29-5-1991                                                                       | Mosca                                                                           | Unione Sovietica                                                                | 4 – 0                                                                           | Cipro                                                                           | Qual. Euro 1992                                                                 | 1                                                                               |                                                                                 |
| 13-6-1991                                                                       | Göteborg                                                                        | Svezia                                                                          | 2 – 3 dts                                                                       | Unione Sovietica                                                                | Torneo Scania 100 - Semifinale                                                  | -                                                                               |                                                                                 |
| 16-6-1991                                                                       | Solna                                                                           | Italia                                                                          | 1 – 1 dts (3 – 2 dtr)                                                           | Unione Sovietica                                                                | Torneo Scania 100 - Finale                                                      | -                                                                               |                                                                                 |
| 28-8-1991                                                                       | Oslo                                                                            | Norvegia                                                                        | 0 – 1                                                                           | Unione Sovietica                                                                | Qual. Euro 1992                                                                 | -                                                                               |                                                                                 |
| 25-9-1991                                                                       | Mosca                                                                           | Unione Sovietica                                                                | 2 – 2                                                                           | Ungheria                                                                        | Qual. Euro 1992                                                                 | -                                                                               |                                                                                 |
| 12-10-1991                                                                      | Mosca                                                                           | Unione Sovietica                                                                | 0 – 0                                                                           | Italia                                                                          | Qual. Euro 1992                                                                 | -                                                                               | 39’                                                                             |
| Totale                                                                          |                                                                                 | Presenze                                                                        | 73                                                                              |                                                                                 | Reti                                                                            | 6                                                                               |                                                                                 |

#### CSI
| Cronologia completa delle presenze e delle reti in nazionale ― Comunità degli Stati Indipendenti | Cronologia completa delle presenze e delle reti in nazionale ― Comunità degli Stati Indipendenti | Cronologia completa delle presenze e delle reti in nazionale ― Comunità degli Stati Indipendenti | Cronologia completa delle presenze e delle reti in nazionale ― Comunità degli Stati Indipendenti | Cronologia completa delle presenze e delle reti in nazionale ― Comunità degli Stati Indipendenti | Cronologia completa delle presenze e delle reti in nazionale ― Comunità degli Stati Indipendenti | Cronologia completa delle presenze e delle reti in nazionale ― Comunità degli Stati Indipendenti | Cronologia completa delle presenze e delle reti in nazionale ― Comunità degli Stati Indipendenti |
| Data                                                                                             | Città                                                                                            | In casa                                                                                          | Risultato                                                                                        | Ospiti                                                                                           | Competizione                                                                                     | Reti                                                                                             | Note                                                                                             |
| ------------------------------------------------------------------------------------------------ | ------------------------------------------------------------------------------------------------ | ------------------------------------------------------------------------------------------------ | ------------------------------------------------------------------------------------------------ | ------------------------------------------------------------------------------------------------ | ------------------------------------------------------------------------------------------------ | ------------------------------------------------------------------------------------------------ | ------------------------------------------------------------------------------------------------ |
| 19-2-1992                                                                                        | Valencia                                                                                         | Spagna                                                                                           | 1 – 1                                                                                            | Comunità degli Stati Indipendenti                                                                | Amichevole                                                                                       | -                                                                                                | cap. 55’                                                                                         |
| 3-6-1992                                                                                         | Brøndby                                                                                          | Danimarca                                                                                        | 1 – 1                                                                                            | Comunità degli Stati Indipendenti                                                                | Amichevole                                                                                       | -                                                                                                | 59’                                                                                              |
| 15-6-1992                                                                                        | Göteborg                                                                                         | Paesi Bassi                                                                                      | 0 – 0                                                                                            | Comunità degli Stati Indipendenti                                                                | Euro 1992 - 1º turno                                                                             | -                                                                                                | 57’                                                                                              |
| 18-6-1992                                                                                        | Norrköping                                                                                       | Scozia                                                                                           | 3 – 0                                                                                            | Comunità degli Stati Indipendenti                                                                | Euro 1992 - 1º turno                                                                             | -                                                                                                | 46’                                                                                              |
| Totale                                                                                           |                                                                                                  | Presenze                                                                                         | 4                                                                                                |                                                                                                  | Reti                                                                                             | 0                                                                                                |                                                                                                  |

#### Bielorussia
| Cronologia completa delle presenze e delle reti in nazionale ― Bielorussia | Cronologia completa delle presenze e delle reti in nazionale ― Bielorussia | Cronologia completa delle presenze e delle reti in nazionale ― Bielorussia | Cronologia completa delle presenze e delle reti in nazionale ― Bielorussia | Cronologia completa delle presenze e delle reti in nazionale ― Bielorussia | Cronologia completa delle presenze e delle reti in nazionale ― Bielorussia | Cronologia completa delle presenze e delle reti in nazionale ― Bielorussia | Cronologia completa delle presenze e delle reti in nazionale ― Bielorussia |
| Data                                                                       | Città                                                                      | In casa                                                                    | Risultato                                                                  | Ospiti                                                                     | Competizione                                                               | Reti                                                                       | Note                                                                       |
| -------------------------------------------------------------------------- | -------------------------------------------------------------------------- | -------------------------------------------------------------------------- | -------------------------------------------------------------------------- | -------------------------------------------------------------------------- | -------------------------------------------------------------------------- | -------------------------------------------------------------------------- | -------------------------------------------------------------------------- |
| 28-10-1992                                                                 | Minsk                                                                      | Bielorussia                                                                | 1 – 1                                                                      | Ucraina                                                                    | Amichevole                                                                 | -                                                                          |                                                                            |
| 27-1-1993                                                                  | Guayaquil                                                                  | Ecuador                                                                    | 1 – 1                                                                      | Bielorussia                                                                | Amichevole                                                                 | -                                                                          | cap.                                                                       |
| 30-1-1993                                                                  | Lima                                                                       | Perù                                                                       | 1 – 1                                                                      | Bielorussia                                                                | Amichevole                                                                 | -                                                                          | cap.                                                                       |
| 12-10-1994                                                                 | Minsk                                                                      | Bielorussia                                                                | 2 – 0                                                                      | Lussemburgo                                                                | Qual. Euro 1996                                                            | -                                                                          |                                                                            |
| Totale                                                                     |                                                                            | Presenze                                                                   | 4                                                                          |                                                                            | Reti                                                                       | 0                                                                          |                                                                            |

## Palmarès

### Giocatore

#### Club

##### Competizioni nazionali
- Campionato sovietico: 1

Dinamo Minsk: 1982
- Coppa Italia: 1

Juventus: 1989-1990

##### Competizioni internazionali
- Coppa UEFA: 1

Juventus: 1989-1990

#### Individuale
- Calciatore bielorusso dell'anno: 3

1984, 1986, 1988